# Vaylatsia prisca
Vaylatsia prisca — вид викопних кажанів родини Hipposideridae. Мешкав на межі олігоцену та міоцену (34—28 млн років тому) у Європі. Відомо три знахідки скам'янілих решток виду на території Франції.